# Grzybica czarna

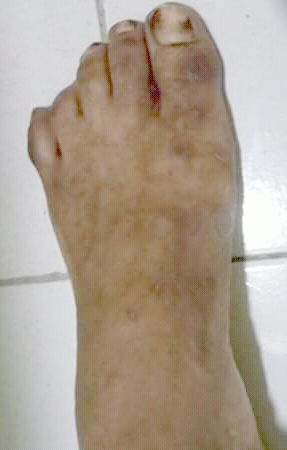
Objawy

Grzybica czarna jest rzadką grzybicą powierzchowną wywoływaną przez dermatofita Exophiala werneckii.

## Opis choroby
Do zakażenia Exophiala werneckii dochodzi w wyniku zabrudzenia skóry skażoną ziemią lub odpadami organicznymi (ścieki, kompost, gnijące drewno). Barwnik występujący w komórkach grzyba powoduje ciemnobrązowe lub czarne przebarwienia skóry dłoni i podeszew stóp.
Diagnostyka polega na wykryciu obecności grzyba w zeskrobinach pobranych ze zmienionej chorobowo skóry.
Leczenie polega na miejscowym stosowaniu leków przeciwgrzybiczych (klotrimazol, ketokonazol, terbinafina).